# 中国民主同盟山东省委员会
中国民主同盟山东省委员会，简称民盟山东省委，是中国民主同盟在山东省的地方组织。

## 历史沿革
中国民主同盟山东省级组织建立之前，其工作及活动分为青岛、济南东西两块，直接受民盟中央领导。1962年5月11日，中国民主同盟山东省筹备委员会在济南成立，办公地点设在济南市经四路纬八路，与中国民主同盟济南市委员会合署办公。丁履德为主任委员，吴富恒为副主任委员。1963年3月4日至4月3日，青岛市召开山东省第一次代表大会，中国民主同盟山东省委员会正式成立，机关办公地点在济南市经五路50号。
文化大革命期间，山东省各民主党派一起被迫停止活动，办公用房被强占，机关干部下放劳动。1978年恢复工作，临时在济南市泉城路73号集中学习办公。1979年11月，迁至济南市经五路50号办公。1990年9月，迁至济南市经十路102号办公。

## 机构设置
职能部门
- 办公室
- 组织部
- 宣传部
- 参政议政部

专门工作委员会
- 学习研究委员会
- 教育委员会
- 经济委员会
- 科技委员会
- 医疗卫生委员会
- 生态环境委员会
- 法制委员会
- 农业委员会
- 社会服务委员会
- 女盟员委员会

基层组织
- 中国民主同盟济南市委员会
- 中国民主同盟青岛市委员会
- 中国民主同盟淄博市委员会
- 中国民主同盟枣庄市委员会
- 中国民主同盟东营市委员会
- 中国民主同盟烟台市委员会
- 中国民主同盟潍坊市委员会
- 中国民主同盟济宁市委员会
- 中国民主同盟泰安市委员会
- 中国民主同盟威海市委员会
- 中国民主同盟日照市委员会
- 中国民主同盟临沂市委员会
- 中国民主同盟德州市委员会
- 中国民主同盟聊城市委员会
- 中国民主同盟滨州市委员会
- 中国民主同盟菏泽市委员会

## 历届委员会

### 第一届
- 任期：1963年4月－1980年5月
- 主任委员：丁履德
- 副主任委员：吴富恒、郭贻诚、曾呈奎、黄云眉
- 秘书长：郭贻诚（兼）

### 第二届
- 任期：1980年5月－1984年4月
- 主任委员：郭贻诚
- 副主任委员：吴富恒、曾呈奎、张汇泉、高象九
- 秘书长：鲁在瑄

### 第三届
- 任期：1984年4月－1988年3月
- 主任委员：郭贻诚
- 副主任委员：吴富恒、曾呈奎、张汇泉、鲁在瑄
- 秘书长：鲁在瑄（兼）

### 第四届
- 任期：1988年3月－1992年9月
- 主任委员：吴富恒
- 副主任委员：孔令仁、刘陵城、严庆清、马绍先、李奇瑞、刘玉亭
- 秘书长：刘玉亭（兼）

### 第五届
- 任期：1992年9月－1997年7月
- 主任委员：吴富恒
- 副主任委员：孔令仁、刘陵城、李奇瑞、刘玉亭、余松烈、张正斌、朱铭
- 秘书长：赵培恭

### 第六届
- 任期：1997年7月－2002年5月
- 主任委员：朱铭
- 副主任委员：张正斌、姚敦义、卢兆铭、刘玉亭、温孚江、李慕兰、刘桂真、于修平（增补）
- 秘书长：卢兆铭（兼） → 董利忠

### 第七届
- 任期：2002年5月－2007年5月
- 主任委员：朱铭
- 副主任委员：卢兆铭、刘玉亭、温孚江、刘桂真、于修平、刘荫岛、王修林
- 秘书长：董利忠

### 第八届
- 任期：2007年5月－2012年5月
- 主任委员：温孚江
- 副主任委员：王修林、韩圣浩、仪平策、安利国、董利忠、牟志美、崔大庸（增补）
- 秘书长：张继平

### 第九届
- 任期：2012年5月－2017年6月
- 主任委员：温孚江[2]
- 副主任委员：王修林、韩圣浩、仪平策、安利国、董利忠、崔大庸、侯桂华
- 秘书长：张继平

### 第十届
- 任期：2017年6月－2022年5月
- 主任委员：王修林[3]
- 副主任委员：安利国、董利忠、崔大庸、侯桂华、吴立新、田兴松
- 秘书长：

### 第十一届
- 任期：2022年5月－
- 主任委员：王修林[4]
- 副主任委员：吴立新、田兴松、王睿、巩宪群、冯艺东、张建、孟令军
- 秘书长：刘加钊